# Clarinet
El clarinet és un instrument musical de vent de fusta. Dins d'aquesta gran família, el clarinet pertany als instruments de canyeta simple, igual que el saxòfon. El forat és aproximadament cilíndric (a semblança de la flauta travessera i a diferència del saxòfon). És un instrument format per diverses peces desmuntables: broquet, barrilet, cos superior, cos inferior i campana, fets de fusta de banús. Tanmateix, en els últims anys ha començat a utilitzar-se plàstics termoestables, sobretot per a l'embocadura. És un instrument transpositor l'extensió del qual abasta de tres a quatre octaves.
El clarinet és un instrument imprescindible tant per a les orquestres clàssiques com per a tota mena de bandes de música. El més utilitzat és el clarinet en si{\displaystyle \flat }.

## Etimologia
La paraula clarinet pot haver entrat a la llengua anglesa a través del francès clarinette (diminutiu femení del francès antic clarin), o del clarin provençal, originari de l'arrel llatina clarus. La paraula està relacionada amb l'anglès mitjà clarion, un tipus de trompeta, el nom de la qual deriva de la mateixa arrel.
La primera menció de la paraula «clarinette» utilitzada per a l'instrument data d'una comanda del 1710 feta pel duc de Gronsfeld per a dos instruments fabricats per Jacob Denner. La forma anglesa «clarinet» es troba ja el 1733, i l'ara arcaica «clarionet» apareix des del 1784 fins a principis del segle XX.
Una persona que toca el clarinet s'anomena clarinetista o simplement intèrpret de clarinet.

## Evolució

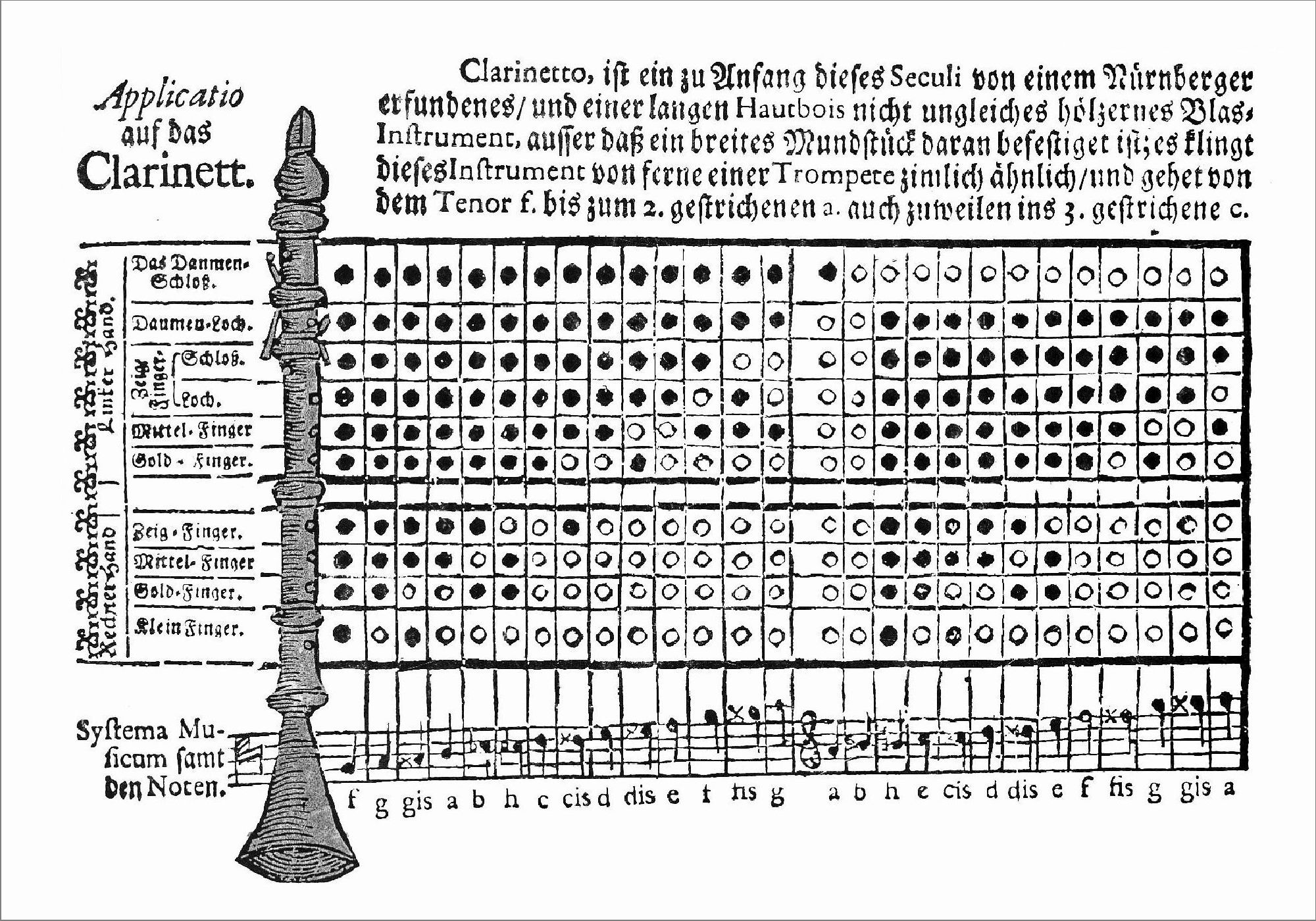
Clarinet de dues tecles amb taula de digitació, del Museum musicum theoretico practicum, 1732

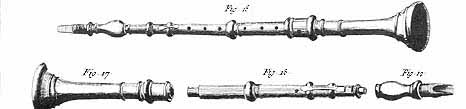
Clarinet Denner

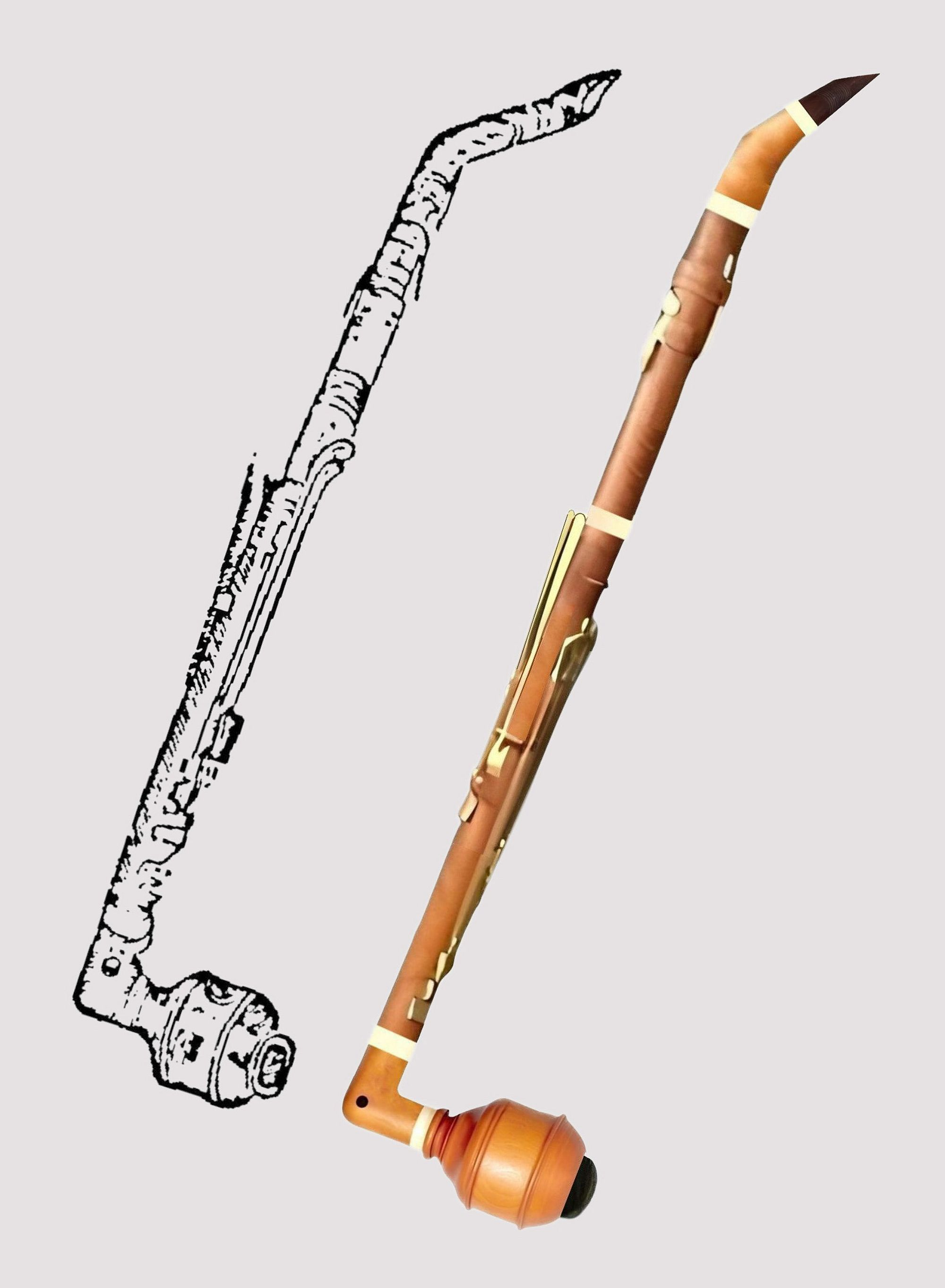
Esbós del clarinet de basset utilitzat per Anton Stadler des de 1789 i una rèplica

Alguns estudis afirmen que el clarinet és producte d'una evolució constant de l'aulos grec, però és generalment acceptat que fou inventat cap a final del segle xvii pel fabricant d'instruments de corda Johann Christoph Denner. Aquest clarinet, però, era molt primitiu i només disposava d'una clau, per la qual cosa tenia una sonoritat molt pobra.
El clarinet modern es va desenvolupar a partir d'un instrument barroc anomenat chalumeau. Aquest instrument era similar a una flauta dolça, però amb un broquet de canya única i un forat cilíndric. En no tenir clau de registre, es tocava principalment en el seu registre fonamental, amb un rang limitat d'aproximadament una octava i mitja. Tenia vuit forats per als dits, com una flauta dolça, i un rang de to escrit de fa 3 a sol 4. En aquesta època, contràriament a la pràctica moderna, la canya es col·locava en contacte amb el llavi superior. Cap a principis del segle xviii, el fabricant d'instruments alemany Johann Christoph Denner (o possiblement el seu fill Jacob Denner) va equipar un chalumeau en el registre d'alt  amb dues claus, una de les quals permetia l'accés a un registre més agut. Aquest segon registre no començava una octava per sobre del primer, com passa amb altres instruments de vent fusta, sinó que començava una octava i una cinquena justa més amunt que el primer. Una segona clau, a la part superior, ampliava el rang del primer registre fins a La 4 i, juntament amb la clau de registre, fins a Si ♭ 4. Més tard, Denner va allargar la campana i la va dotar d'una tercera clau per ampliar el rang de to fins a Mi 3.
Després de les innovacions de Denner, altres fabricants van afegir claus per millorar l'afinació i facilitar les digitacions i el chalumeau va caure en desús. El clarinet del període clàssic, tal com el feia servir Mozart, solia tenir cinc claus. Mozart va suggerir estendre el clarinet cap avall quatre semitons fins a Do 3, cosa que va donar lloc al clarinet de basset que feia uns 18 cm més llarg, fet primer per Theodor Lotz. El 1791 Mozart va compondre el Concert per a clarinet i orquestra en La major per a aquest instrument, amb passatges que van fins a Do 3. En l'època de Beethoven (c. 1780–1820), el clarinet era un membre fix de l'orquestra.

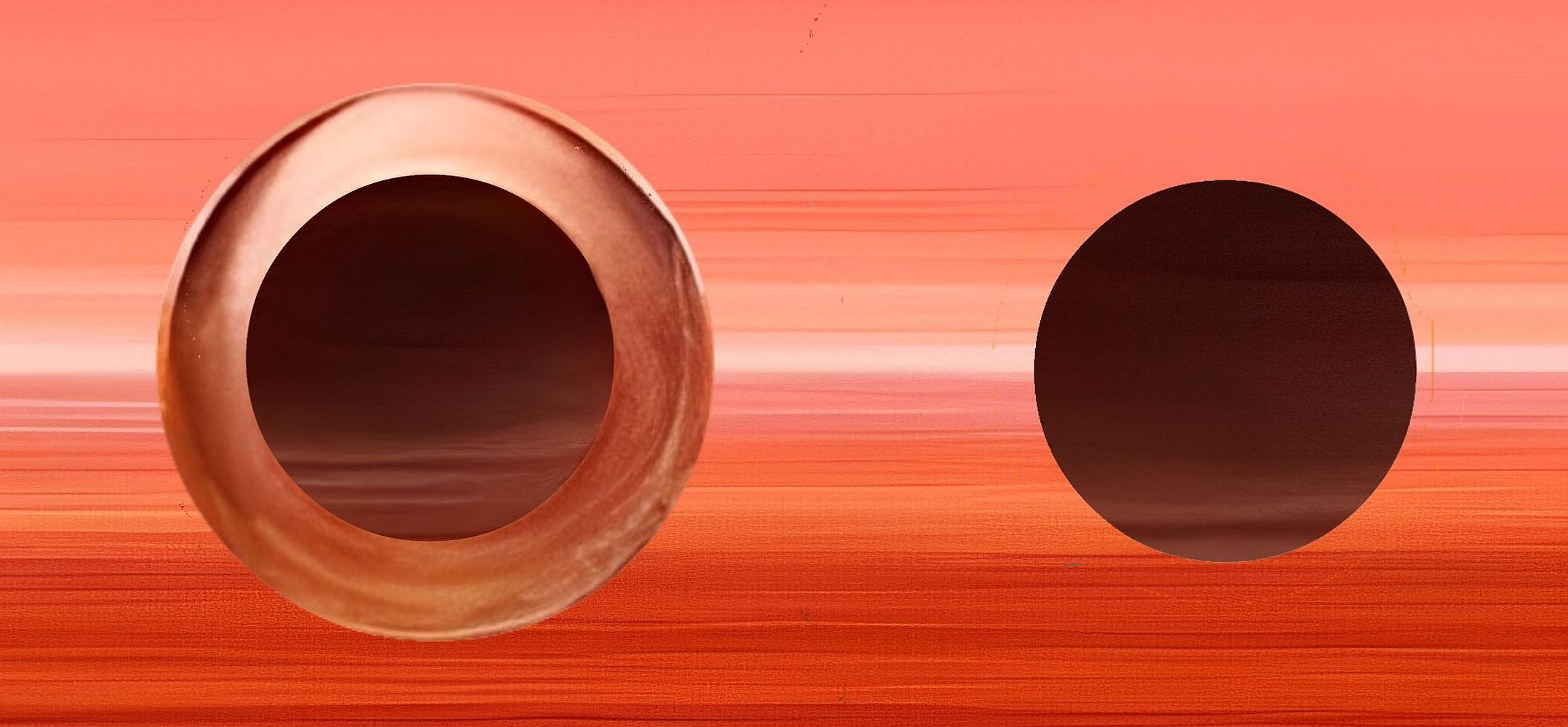
Forats de to: avellanats i rectes

El nombre de claus era limitat perquè els seus coixinets de feltre no segellaven hermèticament. Ivan Müller va inventar el coixinet farcit, originalment fet de cuir de cabrit. Aquests, en combinació amb forats de to avellanats, segellaven els forats de les claus prou bé per permetre l'ús d'un nombre més gran de claus. El 1812, Müller va presentar un clarinet amb set forats per als dits i tretze claus, que va anomenar clarinet omnitònic, ja que era capaç de tocar en totes les tonalitats. Ja no calia utilitzar clarinets afinats de manera diferent per a diferents tonalitats. Müller també és considerat l'inventor de la lligadura metàl·lica i el reposapolzes. Durant aquest període, l'embocadura típica també va canviar, orientant el broquet amb la canya cap avall. Això es va recomanar per primera vegada el 1782 i es va convertir en estàndard a la dècada de 1830.
A finals de la dècada de 1830, el fabricant de flautes alemany Theobald Böhm va inventar un sistema de claus d'eix i anell per a la flauta. Aquest sistema de claus va ser utilitzat per primera vegada al clarinet entre 1839 i 1843 pel clarinetista francès Hyacinthe Klosé en col·laboració amb el fabricant d'instruments Louis Auguste Buffet. El seu disseny va introduir molles d'agulla per als eixos, i les claus d'anell van simplificar alguns patrons de digitació complicats. Els inventors van anomenar això el clarinet Boehm, tot i que Böhm no va participar en el seu desenvolupament i el sistema diferia del que s'utilitzava a la flauta.  S'han desenvolupat altres sistemes de claus, molts dels quals es van construir al voltant de modificacions del sistema bàsic Boehm, incloent el Full Boehm, Mazzeo, McIntyre, el Benade NX, i el sistema Reform Boehm, que combinava el mecanisme de claus del sistema Boehm amb una boquilla i un forat alemanys.
El clarinet Albert va ser desenvolupat per Eugène Albert el 1848. Aquest model es basava en el clarinet Müller amb alguns canvis en el mecanisme de les claus, i també era conegut com el sistema simple. Incloïa una clau d'ulleres patentada per Adolphe Sax i rodets per millorar el moviment del dit petit. Després de 1861, es va afegir una clau de Do sostingut patentat desenvolupada per Joseph Tyler a altres models de clarinet. Es van construir versions millorades dels clarinets Albert a Bèlgica i França per a la seva exportació al Regne Unit i als Estats Units.
Al voltant de 1860, el clarinetista Carl Baermann i el fabricant d'instruments Georg Ottensteiner van desenvolupar el clarinet patentat Baermann/Ottensteiner. Aquest instrument tenia noves palanques de connexió, que permetien múltiples opcions de digitació per operar alguns dels coixinets. A principis del segle XX, el clarinetista i fabricant de clarinets alemany Oskar Oehler va presentar un clarinet amb digitacions similars a l'instrument Baermann, amb significativament més forats que el model Böhm. El nou clarinet es va anomenar clarinet del sistema Oehler o clarinet alemany, mentre que el clarinet Böhm s'ha anomenat des de llavors clarinet francès. El clarinet francès es diferencia de l'alemany no només en la digitació sinó també en el so. Richard Strauss va assenyalar que «els clarinets francesos tenen un to pla i nasal, mentre que els alemanys s'aproximen a la veu cantada». Entre els instruments moderns la diferència és menor, tot i que persisteixen les diferències d'entonació. L'ús de clarinets Oehler ha continuat a les orquestres alemanyes i austríaques.
Avui dia, el sistema Boehm és estàndard a tot arreu excepte a Alemanya i Àustria, on encara s'utilitza el clarinet Oehler. Alguns intèrprets contemporanis de Dixieland continuen utilitzant clarinets del sistema Albert. El sistema Reform Boehm també és popular als Països Baixos.
Seria Ivan Müller qui va acabar de dotar el clarinet de l'engranatge de claus que avui s'utilitza. Un total de tretze claus en fan un instrument molt ric en registres i sons. L'evolució i estudi del clarinet, però, continuà. Quatre són els sistemes que condicionaren l'evolució del clarinet al llarg de la història:
1. Sistema Muller o de tretze claus (del qual es basen tant el sistema Boehm o francès com el sistema alemany).
2. Sistema Klosé-Buffet o francès, també anomenat sistema Boehm, que si bé no és el mateix que el sistema inventat per Theobald Boehm per a la flauta travessera, s'hi assembla.
3. Sistema Albert.
4. Sistema alemany i sistema Oehler (Oskar Oehler), que és un sistema perfeccionat a partir del sistema alemany.

El cos està format per l'embocadura, el barrilet, els dos cossos i la campana. Quan es bufa, s'accionen les claus per a variar els sons.

## Tipus de clarinet
Existeix tota una família de clarinets segons el registre: de sopraninos afinats en do, mi bemoll o re, fins a octocontrabaixos afinats en si bemoll. Els més utilitzats són:
1. sopranino en mi bemoll (també anomenat requint i pitu montañés a Cantàbria)
2. soprano en si bemoll
3. clarinet en la
4. clarinet alt
5. clarinet contralt
6. clarinet baix (en si bemoll)
7. contrabaix en si bemoll
8. contrabaix

Hem d'afegir dos clarinets molt utilitzats durant el classicisme musical (que són els més utilitzats en la major part de les obres de Mozart): el clarinet di bassetto (afinat en la), i el corno di bassetto (afinat en fa).
Quasi tots són instruments transpositors. La raó més plausible és que el clarinet soprano en do (en desús) era massa estrident per la gran quantitat de sons harmònics aguts, es va preferir el clarinet en si bemoll (el més emprat) i en la (principalment en el repertori orquestral). Un cop fixat el soprano de la família, la resta de membres s'establiren amb relació a aquest.

## Principals mestres del clarinet a Europa

### Lefèvre
Jean-Xavier Lefèvre (1763-1829) va viure a París en els turbulents anys de la Revolució francesa i les guerres napoleòniques. La seva manera de tocar era sota la tradició francesa de Beer. A més de ser un notable solista, va tenir les millors posicions de la ciutat, incloent la de primer clarinet de l'emperador. Arran del gran nombre de clarinetistes necessitats a les bandes de l'Exèrcit de Napoleó, va haver-hi una gran demanda d'alumnes i, quan el Conservatori de París va obrir les portes el 1795, Lefèvre era un dels 19 mestres designats a ensenyar a cent quatre alumnes de clarinet. Lefèvre rebé l'encàrrec d'escriure el mètode oficial del Conservatori, llibre que es va imprimir a la mateixa institució el 1802. El mètode va ser reimprès i editat per Hermann Bender, Romeo Orsi i Alamiro Giampieri. Forma la base del mètode de Julius Pisarovic, i s'utilitza encara avui en dia.

### Müller
Ivan Müller (1786-1854) va presentar el seu clarinet de tretze claus al Conservatori de París perquè el revisaren el 1812. Ell argumentava que aquest nou clarinet podia tocar en totes les tonalitats amb facilitat, ja que en el futur els instrumentistes només necessitarien un instrument. Va tenir la mala fortuna de trobar-se amb Lefèvre com a membre del comitè assignat a jutjar el seu nou instrument, ja que Lefévre considerava que el fet d'agregar-li més forats que els que necessita el seu propi clarinet de sis claus distorsionaria la qualitat del so, i això va influenciar el jurat. L'invent fou rebutjat, amb l'argument que els compositors desitgen la varietat de colors de so que els diferents clarinets ofereixen. Müller no va acceptar la idea de ser rebutjat i va viatjar per tot Europa i Rússia oferint amb el seu nou clarinet concerts de molta qualitat, i aviat el seu instrument fou proclamat com el clarinet del futur. Müller fou un viatger incansable durant tota la seva vida i mai es va establir per molt temps en un lloc fix per a guanyar reputació de mestre, però sí que va escriure un mètode per al seu clarinet el 1822 i va prosperar en edicions posteriors.

### Klosé
Hyacinthe Klosé (1808-1880). Klosé era compositor, clarinetista i professor de clarinet al Conservatori de Paris. Com a músic, Klosé va ser segon clarinet al Théâtre Italien de París, darrere de Frédéric Berr primer i d'Ivan Müller després. El 1838, quan Berr mor, és nomenat professor de clarinet al Conservatori Superior de Paris. De totes maneres, la gran contribució de Klosé a la història del clarinet té poc o res a veure amb la seva faceta de músic o de compositor. De fet, la feina més important de Klosé va ser adaptar per al clarinet el sistema d'anelles movibles que Theobald Böhm havia creat per a la flauta travessera. Aquesta feina la va fer conjuntament amb el lutier francès Louis Auguste Buffet jeune (fill), fill del fundador de Buffet-Crampon.
L'invent de Klosé i Buffet (de fet l'invent és de Boehm, però ells hi van fer adaptacions) causa el cisma entre els fabricants de clarinets, perquè mentre la majoria segueix el sistema Boehm, això no és així a Alemanya i Àustria especialment. En aquests països es va adoptar el sistema Albert, que després evoluciona en el sistema Öhler.
Klosé és famós entre els clarinetistes pels seus mètodes de clarinet: llibres d'estudis de mecanismes amb dificultat variada i gradual que es fan servir en la immensa majoria de classes de formació de clarinetistes.

## Clarinetistes
- Georg Friedrich Fuchs
- Joan Enric Lluna
- Carles Riera Pujal
- Sabine Meyer
- Jean-Christian Michel
- Sharon Kam
- Alessandro Carbonare
- Marco Antonio Mazzini
- Martin Fröst
- Ernie Càceres
- Richard Mühlfeld
- Hyacinthe Klosé
- Karl Leister

## Compositors amb obres per a clarinet
- Johann Stamitz
- Johannes Brahms
- Carl Stamitz
- Ígor Stravinski
- Wolfgang Amadeus Mozart
- Xavier Montsalvatge i Bassols
- Carl Maria von Weber
- Darius Milhaud
- Francis Poulenc
- Franz Krommer
- Camille Saint-Saëns
- Louis Spohr